# Eupithecia euphrasiata
Eupithecia euphrasiata är en fjärilsart som beskrevs av Herrich-Schäffer 1861. Eupithecia euphrasiata ingår i släktet Eupithecia och familjen mätare. Inga underarter finns listade i Catalogue of Life.